# Limosina parapenetralis
Limosina parapenetralis är en tvåvingeart som beskrevs av Papp 1973. Limosina parapenetralis ingår i släktet Limosina och familjen hoppflugor. Inga underarter finns listade i Catalogue of Life.